# Dicerandra thinicola
Dicerandra thinicola là một loài thực vật có hoa trong họ Hoa môi. Loài này được H.A.Mill. mô tả khoa học đầu tiên năm 1993 publ. 1994.